# Nikazjusz
Nikazjusz, Nikazy – imię męskie pochodzenia greckiego, oznaczające "zwycięski, przynoszący zwycięstwo". Wśród patronów tego imienia – św. Nikazy z Reims, wspominany ze swoją siostrą, św. Eutropią.
Nikazjusz i Nikazy imieniny obchodzą 14 grudnia.

## Ludzie noszący imię Nikazy
- Nikazy z Reims